# ملخصات كامبريدج العلمية
ملخصات كامبريدج العلمية (بالإنجليزية: Cambridge Scientific Abstracts)، وتُعرف اختصارًا بـ CSA، هي شركة أمريكية تختص بتوفير قواعد بيانات بحثية إلكترونية تُغطي مجالات متعددة تشمل العلوم الطبيعية، العلوم الاجتماعية، الفنون والعلوم الإنسانية، بالإضافة إلى التكنولوجيا.

## التاريخ
تأسست الشركة في ستينيات القرن العشرين، وركزت في بداياتها على تقديم ملخصات ومراجع ببليوغرافية في مجال العلوم الطبيعية. توسعت لاحقًا لتشمل مجالات أخرى مثل التكنولوجيا، العلوم الاجتماعية، الفنون والعلوم الإنسانية.
في عام 2007، استحوذت شركة بروكويست (ProQuest) على ملخصات كامبريدج العلمية، لتصبح جزءًا من خدماتها في تقديم المحتوى الأكاديمي. ونتيجة لهذا الاستحواذ، أُعيد تنظيم منتجات CSA ضمن هيكلية ProQuest الأوسع، ما سمح بدمج المحتوى وتوسيعه للمستخدمين في المؤسسات الأكاديمية والبحثية حول العالم.

## المنتجات والخدمات
كانت CSA توفر إمكانية الوصول إلى أكثر من 100 قاعدة بيانات، وتغطي مجموعة واسعة من المواضيع البحثية. كما قدمت أدوات تسهل البحث واسترجاع المعلومات من خلال تقنيات متقدمة في الفهرسة والبحث الموضوعي.